# Lithacodia larentiformis
Lithacodia larentiformis là một loài bướm đêm trong họ Noctuidae.